# Feuchtwiesen Röhrmann
Die Feuchtwiesen Röhrmann sind ein Naturschutzgebiet mit einer Größe von 0,29 ha im Stadtteil Ummeln der Stadt Bielefeld. Es wird mit der Nummer BI-025 geführt. Das Gebiet wurde im Jahr 1993 als Naturschutzgebiet ausgewiesen. Es dient der Erhaltung einer Feuchtwiese, von Hochstaudenfluren, Weiden-Faulbaumgebüschen und Kleingewässern als Lebensraum gefährdeter Tier- und Pflanzenarten.

## Lage
Bei den Feuchtwiesen Röhrmann handelt es sich um das kleinste Naturschutzgebiet Bielefelds. Es liegt in einer Höhe von rund 88 Metern südlich der zum Stadtbezirk Brackwede gehörenden Ortschaft Ummeln direkt an der Grenze zum Gütersloher Stadtteil Isselhorst. Auf der Nordwestseite bildet die Bahnstrecke Hamm–Minden die Grenze der Schutzfläche.

## Charakteristik
Das Schutzgebiet befindet sich innerhalb einer vorrangig von alten Waldkiefern bestandenen Waldfläche. Am Boden findet sich eine vorwiegend von Brombeeren bestandene Krautschicht. Zu den weiteren Arten gehören Faulbaum, Vogelbeere, Himbeere, Roteiche und Spätblühende Traubenkirsche. Südlich der Fläche schließen sich mehrere Teiche an, die bereits auf Gütersloher Gebiet liegen und nicht offizieller Teil des Schutzgebietes sind. Sie bilden mit den Feuchtwiesen Röhrmann, die als Pufferzone zwischen Waldlebensraum und Feuchtbiotopen fungieren, jedoch einen Biotopverbund.